# Sidi Ali Boussidi
Pour les articles homonymes, voir Aïn El Hadjar.
Sidi Ali Boussidi, (سيدي على بوسيدى en arabe), anciennement Aïn el Hadjar puis Parmentier lors de la colonisation, est une commune de la wilaya de Sidi Bel Abbès en Algérie.

## Géographie

### Situation
| Sidi Daho des Zairs               | Aïn Kada          | Sidi Yacoub |
| Sidi Daho des Zairs; Hassi Zahana | Sidi Ali Boussidi | Sidi Khaled |
| Hassi Zahana                      | Lamtar            | Lamtar      |

## Histoire
En 1885, la ville se nomme Parmentier. En 1958, elle faisait partie de l'ancien département d'Oran. Après l'indépendance, elle prend le nom de Sidi Ali Boussidi.

### Histoire administrative
Le centre de colonisation de Aïn-el-Hadjar est fondé en 1876 sur le territoire de la commune mixte de Bou Kanefis. En 1884, son territoire est de 1647 Ha dont 516 Ha provenant du douar de Sidi-Daho (dépendant de la commune mixte d'Aïn-Témouchent). Renommé du nom de l'agronome Parmentier, le centre est rattaché à la commune mixte de Mekerra dont le chef-lieu est Sidi-Bel-Abbès.
Il est érigé en commune de plein exercice en 1906: la commune est constituée dans l'arrondissement de Sidi Bel Abbès du territoire du centre de colonisation de Parmentier d'une superficie de 3166 Ha, qui donne le nom et le chef-lieu de la commune, et d'une fraction du douar de Sidi-Daho, « occupée par des fermes européennes », de 3319 Ha, soustraite à la commune mixte d'Aïn-Témouchent et à l'arrondissement d'Oran.